# Senior & Co.

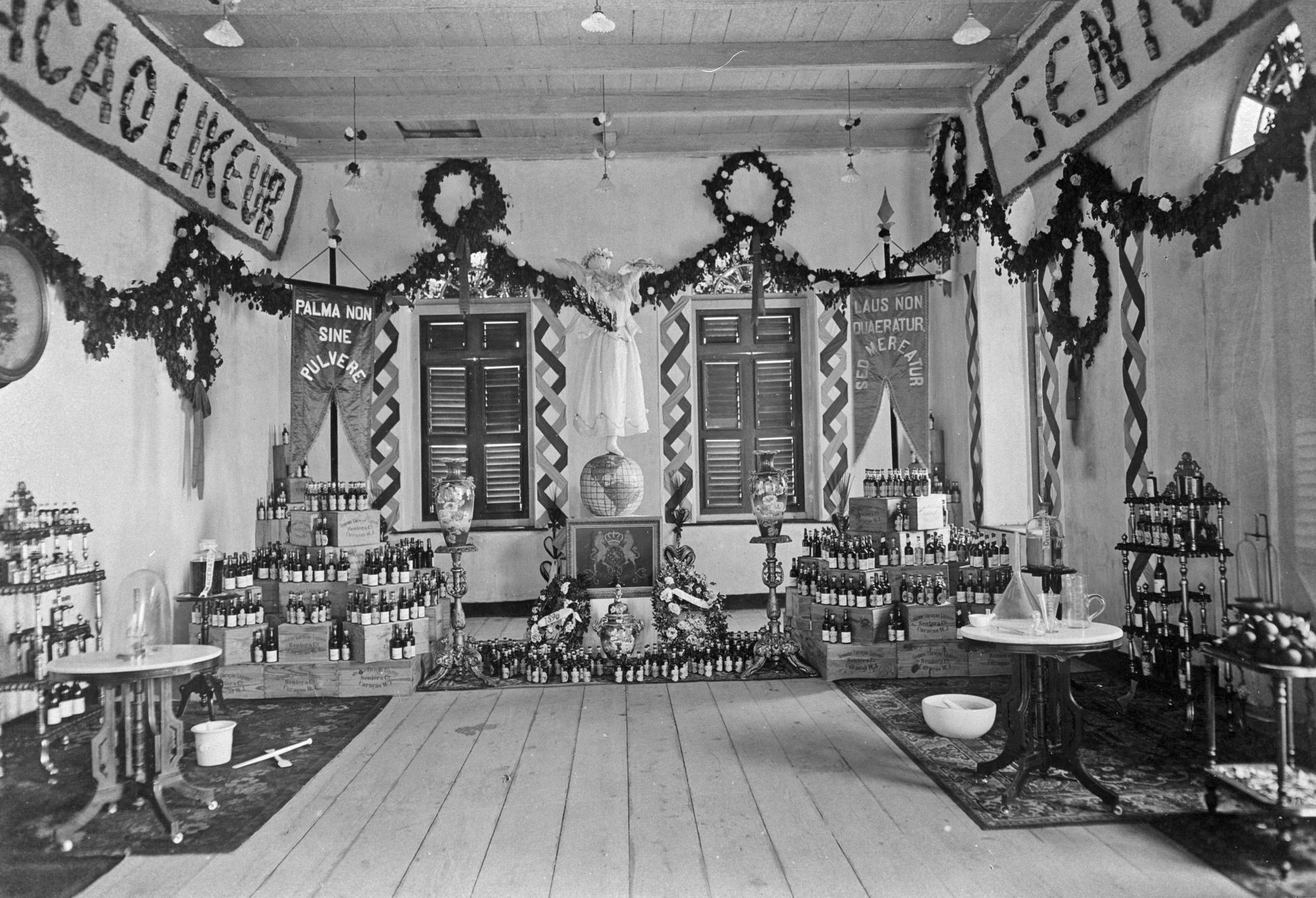
Expositie van Curaçaolikeur van Senior & Co. in 1904 op de Koloniale Tentoonstelling in Willemstad

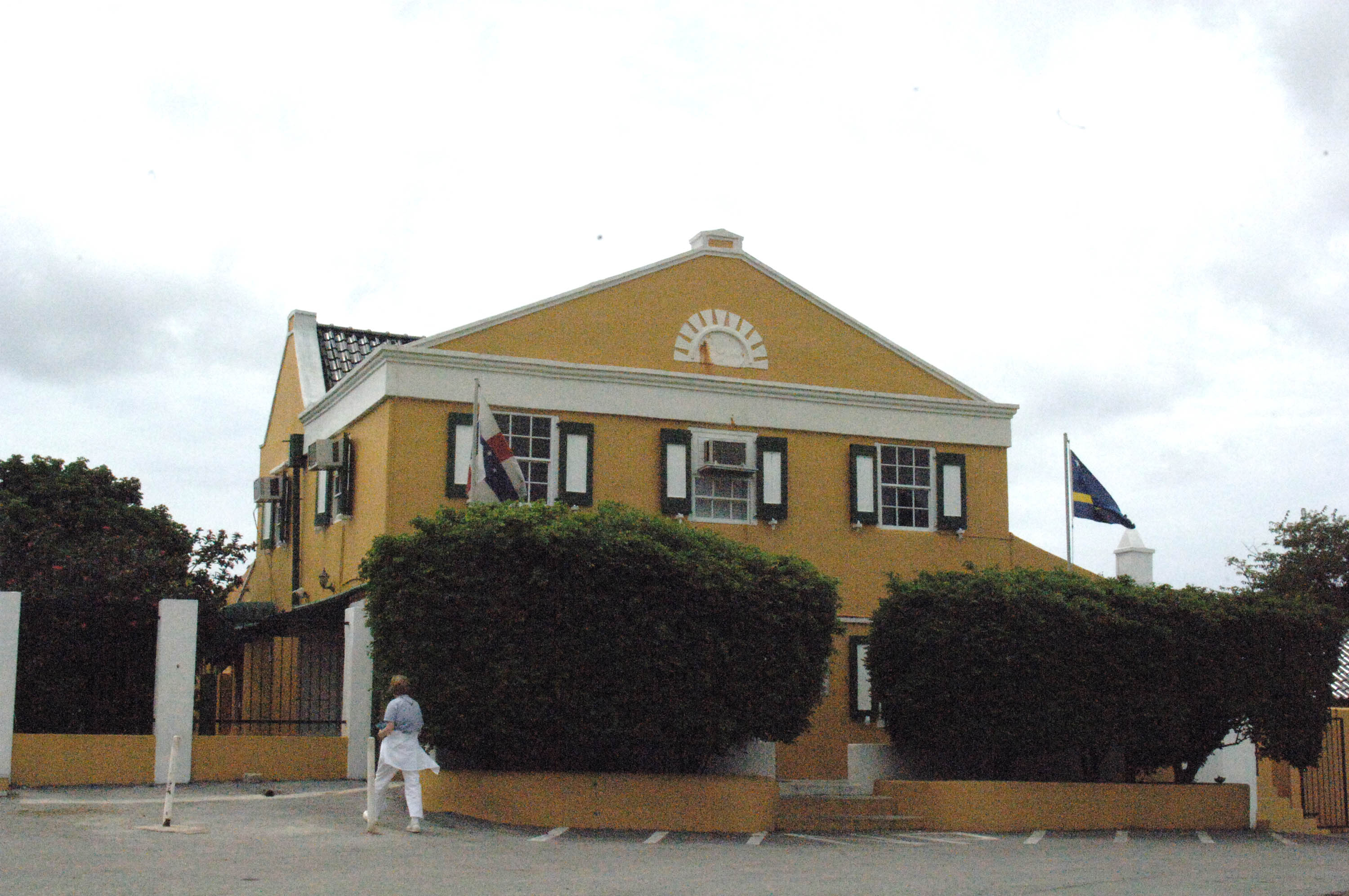
Landhuis Chobolobo

Senior & Co. is een Curaçaose destilleerderij van 
Curaçaolikeur gevestigd in Willemstad.

## Geschiedenis
Op basis van een familierecept ontwikkelden de Joodse apotheker Haim Mendes Chumaceiro (1875 - 1938) en zijn zakenpartner Edgar Senior een recept voor Curaçaolikeur. Ze begonnen die likeur in 1896 te verkopen in hun apotheek en noemden hem Senior’s Curaçao Tonic en later Senior’s Curaçaolikeur. In 1947 kocht men het vroeg-18e-eeuwse Landhuis Chobolobo in Willemstad, waar de destilleerderij sindsdien is gehuisvest. Omdat het bedrijf de enige likeurproducent is die de schil van de larahasinaasappel van Curaçao gebruikt, staat de claim "genuine" (echt) op het etiket. De fles heeft een gebobbeld oppervlak, net als een sinaasappel.

## Destillatieproces
Om de likeur te maken, wordt de larahaschil gedroogd, waardoor de geurige oliën naar voren komen. Na enkele dagen in een koperen ketel te hebben geweekt met alcohol en water, wordt de schil verwijderd. Het bedrijf gebruikt een 120-jaar oude koperen ketel voor het destillatieproces. De schillen worden in een jute zak gestopt, kruiden worden toegevoegd en vervolgens wordt de zak gedurende drie dagen in een verwarmde koperen ketel gehangen met 96% pure en koosjere alcohol op suikerrietbasis. Na een dag koeling wordt water toegevoegd en daarna vindt nog drie dagen destillatie plaats.

## Afbeeldingen

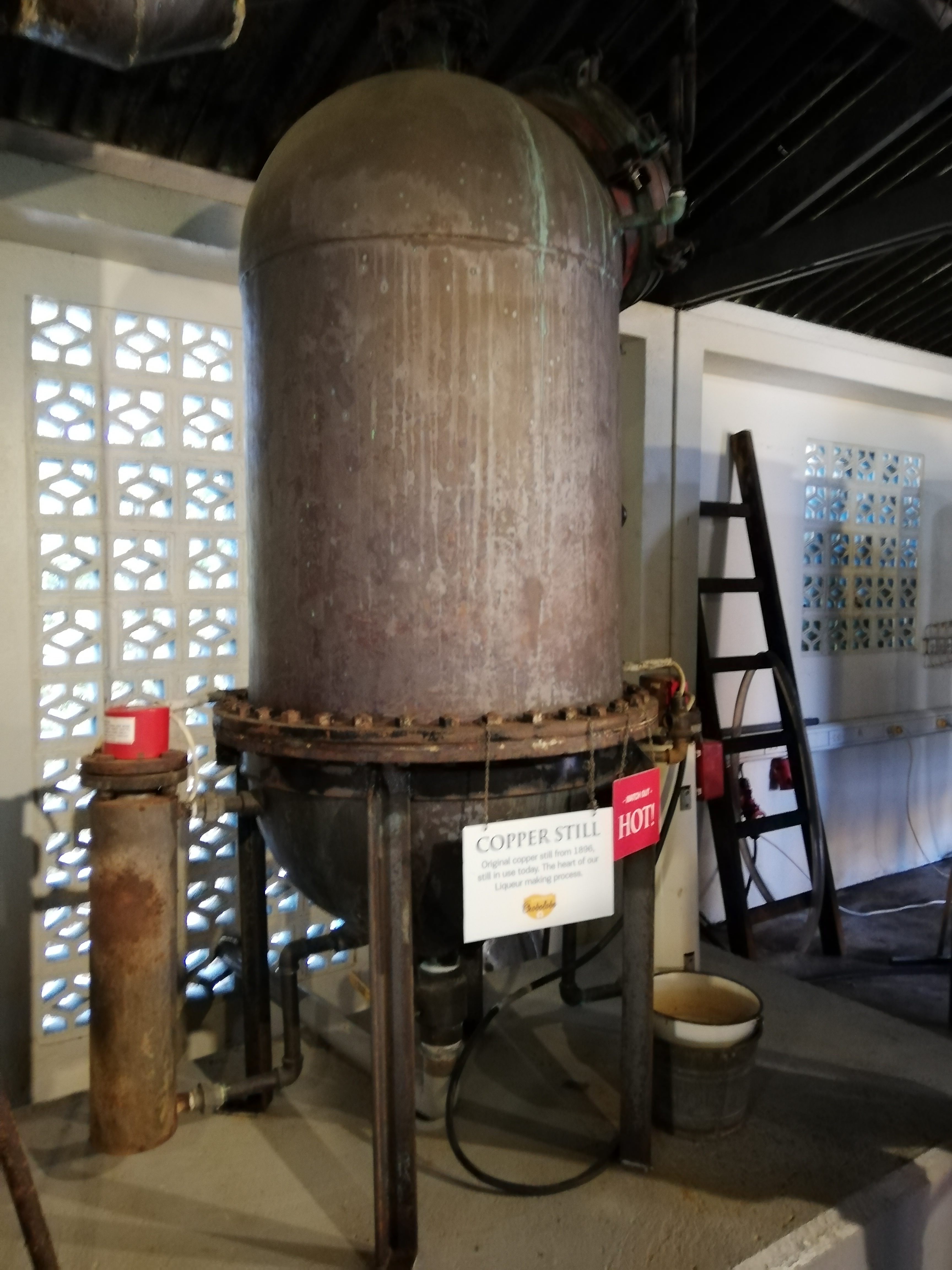
Koperen destilleerketel
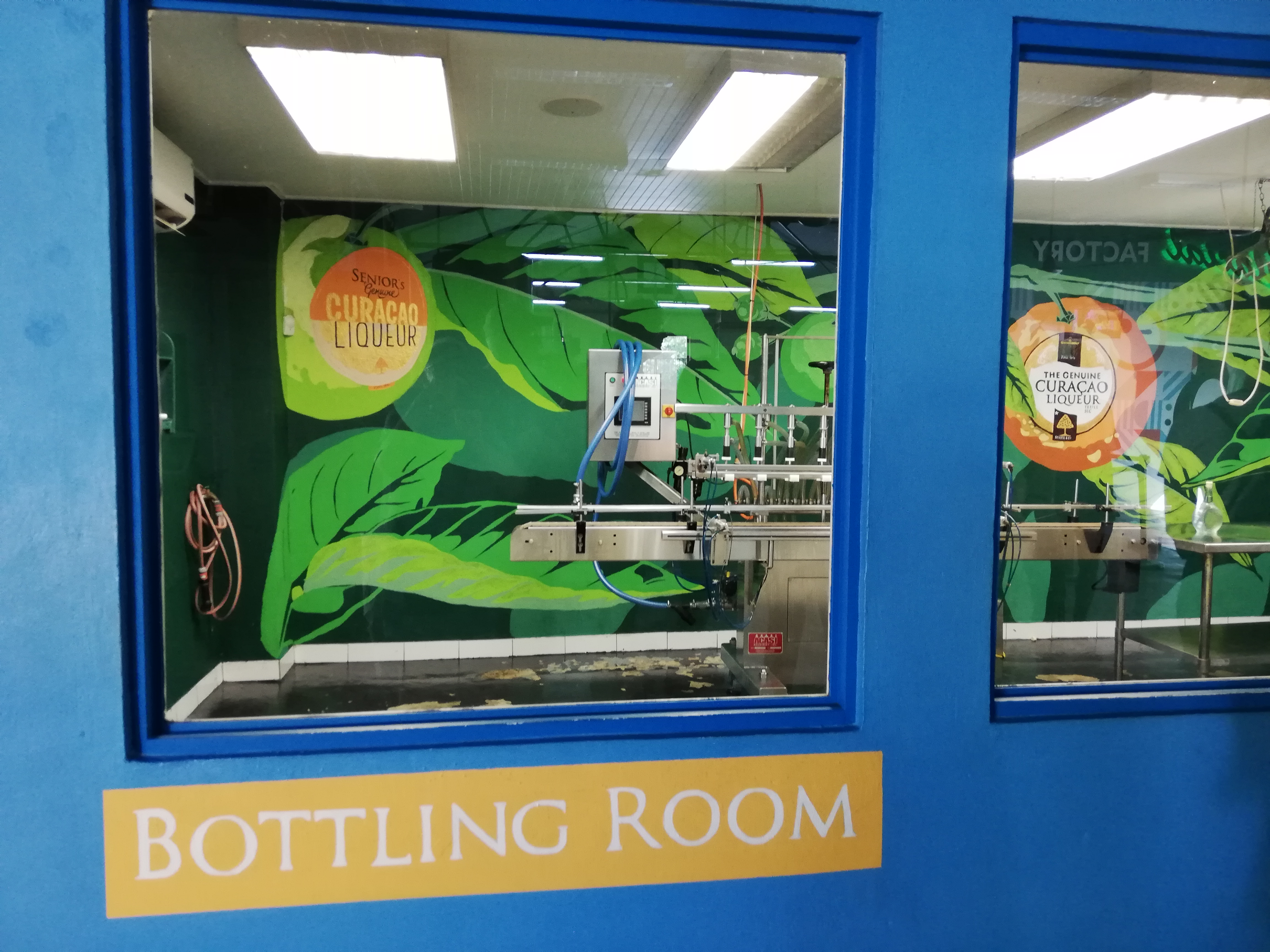
Bottelarij Senior & Co.
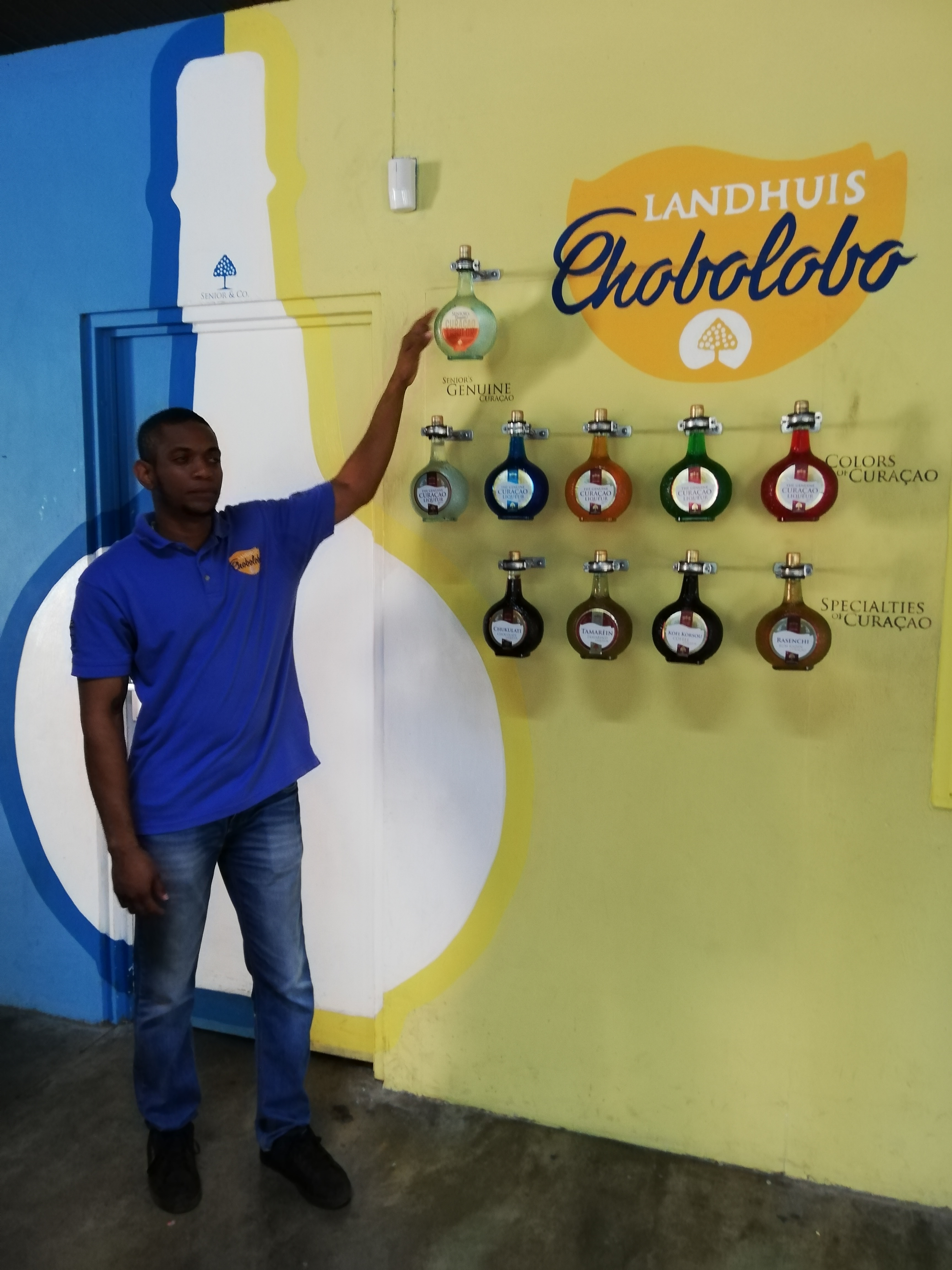
Rondleiding